# Utricularia jackii
Utricularia jackii — вид рослин із родини пухирникових (Lentibulariaceae).

## Середовище проживання
Ендемік Таїланду.